# 작은양털박쥐
작은양털박쥐(Kerivoula intermedia)는 애기박쥐과에 속하는 박쥐의 일종이다. 말레이시아에서만 발견되며, 거의 알려져 있지 않다. 키티돼지코박쥐 보다 아주 조금 크고, 세계에서 가장 작은 포유류의 하나이다. 몸무게는 2.5~4g이다.

## 특징
머리부터 몸까지 길이는 30~40mm이고, 꼬리 길이는 24~42mm, 전완장은 27~31mm이다. 등 쪽 털은 오렌지색-갈색이고, 배 쪽은 연한 갈색이다. 털 기저부와 날개 비막 모두 진한 색을 띤다. 애기양털박쥐와 겉모습이 아주 유사하고, 형태학적으로 몸무게를 통해서만 두 종이 구별되지만 전완장은 일치한다. 작은양털박쥐의 몸무게는 항상 2.5g 이상이고, 애기양털박쥐의 몸무게는 1.9~2.5g이다.

## 생태
보통 2월과 5월 사이에 번식을 하고, 일부는 8월과 10월 사이에 번식기가 더 짧아진다.